# Listy pułków amerykańskich okresu wojny secesyjnej
Listy pułków amerykańskich okresu wojny secesyjnej 1861-1865, ułożone według poszczególnych stanów (lista niepełna):

## Armia Unii
- Lista jednostek Armii Unii ze stanu Alabama
- Lista jednostek Armii Unii ze stanu Arkansas
- Lista jednostek Armii Unii ze stanu Connecticut
- Lista jednostek Armii Unii ze stanu Delaware
- Lista jednostek Armii Unii ze stanu Illinois
- Lista jednostek Armii Unii ze stanu Kalifornia
- Lista jednostek Armii Unii ze stanu Kolorado
- Lista jednostek Armii Unii ze stanu Nebraska
- Lista jednostek Armii Unii ze stanu Ohio
- Lista jednostek Armii Unii ze stanu Oregon
- Lista jednostek Armii Unii ze stanu Rhode Island

## Armia Skonfederowanych Stanów Ameryki
- Lista jednostek Armii Konfederacji ze stanu Maryland